# Laigné
Laigné és un municipi francès situat al departament de Mayenne i a la regió de País del Loira. L'any 2007 tenia 782 habitants.
L'1 de gener de 2018 va passar a ser una comuna delegada de la comuna nova de Prée-d'Anjou a fusionar-se amb la comuna de Ampoigné.

## Demografia

### Població
El 2007 la població de fet de Laigné era de 782 persones. Hi havia 271 famílies de les quals 57 eren unipersonals (38 homes vivint sols i 19 dones vivint soles), 79 parelles sense fills, 120 parelles amb fills i 15 famílies monoparentals amb fills.
La població ha evolucionat segons el següent gràfic:
Habitants censats

### Habitatges
El 2007 hi havia 303 habitatges, 279 eren l'habitatge principal de la família, 5 eren segones residències i 18 estaven desocupats. 291 eren cases i 11 eren apartaments. Dels 279 habitatges principals, 221 estaven ocupats pels seus propietaris i 58 estaven llogats i ocupats pels llogaters; 2 tenien una cambra, 6 en tenien dues, 26 en tenien tres, 62 en tenien quatre i 184 en tenien cinc o més. 204 habitatges disposaven pel capbaix d'una plaça de pàrquing. A 127 habitatges hi havia un automòbil i a 143 n'hi havia dos o més.

### Piràmide de població
La piràmide de població per edats i sexe el 2009 era:
| Homes | Edats   | Dones |
| ----- | ------- | ----- |
| 0     | 95 o +  | 0     |
| 0     | 90 a 94 | 4     |
| 8     | 85 a 89 | 12    |
| 4     | 80 a 84 | 4     |
| 8     | 75 a 79 | 20    |
| 12    | 70 a 74 | 4     |
| 12    | 65 a 69 | 12    |
| 16    | 60 a 64 | 16    |
| 4     | 55 a 59 | 0     |
| 16    | 50 a 54 | 12    |
| 20    | 45 a 49 | 28    |
| 24    | 40 a 44 | 20    |
| 28    | 35 a 39 | 28    |
| 32    | 30 a 34 | 8     |
| 48    | 25 a 29 | 36    |
| 12    | 20 a 24 | 20    |
| 24    | 15 a 19 | 36    |
| 20    | 10 a 14 | 28    |
| 36    | 5 a 9   | 20    |
| 20    | 0 a 4   | 28    |

## Economia
El 2007 la població en edat de treballar era de 461 persones, 384 eren actives i 77 eren inactives. De les 384 persones actives 374 estaven ocupades (200 homes i 174 dones) i 12 estaven aturades (5 homes i 7 dones). De les 77 persones inactives 37 estaven jubilades, 29 estaven estudiant i 11 estaven classificades com a «altres inactius».

### Ingressos
El 2009 a Laigné hi havia 299 unitats fiscals que integraven 840,5 persones, la mediana anual d'ingressos fiscals per persona era de 15.699 €.

### Activitats econòmiques
Dels 19 establiments que hi havia el 2007, 1 era d'una empresa alimentària, 2 d'empreses de fabricació d'altres productes industrials, 4 d'empreses de construcció, 5 d'empreses de comerç i reparació d'automòbils, 1 d'una empresa d'hostatgeria i restauració, 2 d'empreses de serveis, 3 d'entitats de l'administració pública i 1 d'una empresa classificada com a «altres activitats de serveis».
Dels 6 establiments de servei als particulars que hi havia el 2009, 1 era un taller de reparació d'automòbils i de material agrícola, 2 fusteries, 1 lampisteria, 1 perruqueria i 1 restaurant.
L'únic establiment comercial que hi havia el 2009 era una botiga de menys de 120 m².
L'any 2000 a Laigné hi havia 52 explotacions agrícoles que ocupaven un total de 2.091 hectàrees.

## Equipaments sanitaris i escolars
El 2009 hi havia una escola elemental.

## Poblacions més properes
El següent diagrama mostra les poblacions més properes.